# Орілька (річка)
Орі́лька — річка в Україні, в межах Лозівського і Берестинського районів Харківської області. Ліва притока Орелі (басейн Дніпра).

## Опис
Довжина 95 км. Площа водозбірного басейну 805 км². Похил річки 0,7 м/км. Річкова долина трапецієподібна, завширшки до 2 км. Річище значно замулене. Влітку пересихає, утворюючи окремі плеса, взимку часто перемерзає. Використовується на зрошення, технічне водопостачання. В заплаві річки проходить перша черга траси каналу Дніпро — Донбас. У нижній течії споруджено Орільське водосховище.

## Розташування
Річка бере початок на північ від села Калинівки. Тече спершу на південь і (частково) південний схід, нижче селища Краснопавлівки повертає на південний захід, перед гирлом упродовж кількох кілометрів пливе на північ і північний захід. Впадає до Орілі на північний захід від селища Орільки.

## Притоки
Праві: Плесова.
Ліві: Балка Корняківа.

## Населені пункти
Над річкою розташовані такі села, селища, міста (від витоків до гирла):.
-->